# Минасян, Карине Агасиевна
Карине Агасиевна Минасян (арм. Մինասյան Կարինե Աղասի; род. 29 августа 1965 года, Ереван) — армянский государственный деятель. С 2015 года — член Коллегии (Министр) Евразийской экономической комиссии. В 2014—2015 гг. — советник Президента Армении.

## Биография
Родилась 29 августа 1965 года, г. Ереван.
В 1982—1987 годах — студентка Московского института управления имени Серго Орджоникидзе.
Окончила институт по специальности организация управления в машиностроительной промышленности и получила квалификацию «инженер-экономист».

## Карьера
В 1987—2002 годах работала на промышленном предприятии, в коммерческих и некоммерческих организациях.
В 2002 году — начальник управления методологии и банковских исследований Центрального банка Республики Армения.
В 2002—2009 годах — член Совета Центрального банка Республики Армения.
В 2004—2007 годах — член Совета Фонда «Финансово-банковский колледж». В 2005—2009 годах — член Совета Фонда гарантирования возмещения вкладов Республики Армения.
В 2009—2010 годах — первый заместитель председателя Комитета государственных доходов при Правительстве Республики Армения. 
2010—2014 гг. — первый заместитель Министра экономики Республики Армения.
С 19 ноября 2013 года — член рабочей группы по вопросу присоединения Республики Армения к Таможенному союзу и Единому экономическому пространству Республики Беларусь, Республики Казахстан и Российской Федерации.
В 2014—2015 годах — советник Президента Республики Армения по вопросам интеграции.
Со 2 января 2015 года — член Коллегии (Министр) Евразийской экономической комиссии.
С 1 февраля 2016 года – член Коллегии (Министр) по внутренним рынкам, информатизации, информационно-коммуникационным технологиям Евразийской экономической комиссии.

## Семья
Замужем, двое детей.

## Награды
- Медаль Анании Ширакаци (24 мая 2013 года) — по случаю Дня Республики[3].
- Памятная золотая медаль Премьер-министра Армении (2011 год).
- Орден Дружбы (Россия, 17 ноября 2014 года) — за большой вклад в укрепление дружбы и сотрудничества с Российской Федерацией, развитие торгово-экономических и культурных связей[4].
- Медаль «За вклад в развитие Евразийского экономического союза» (Высший совет Евразийского экономического союза, 29 мая 2019 года)[5].